# Bastogne Pale Ale
Bastogne Pale Ale is een Belgisch bier van hoge gisting.
Het bier wordt gebrouwen in Brasserie de Bastogne te Vaux-sur-Sûre en op de markt gebracht sinds juli 2011. Het is een blond bier, type IPA met een alcoholpercentage van 6%. 

## Prijzen
- Mei 2012 Best Belgian Beer of Wallonia: Eerste prijs in de categorie Blond -6,1%.[1]